# Ewbank da Câmara
Ewbank da Câmara este un oraș în Minas Gerais (MG), Brazilia.